# Wittaya Thanawatcharasanti
Wittaya Thanawatcharasanti (thailändisch วิทยา ธนวัชรสันติ, * 24. August 1996 in Nong Bua Lamphu) ist ein thailändischer Fußballspieler.

## Karriere
Wittaya Thanawatcharasanti spielte bis 2019 bei Muang Loei United FC. Der Verein aus Loei spielte in der vierten Liga, der Thai League 4, in der North/Eastern Region. Für Loei absolvierte er 22 Spiele und schoss dabei 14 Tore. 2020 unterschrieb er einen Vertrag beim Zweitligaaufsteiger Khon Kaen United FC in Khon Kaen. Sein Zweitligadebüt gab er am 2. Spieltag der Thai League 2 am 22. Februar 2020 gegen Ayutthaya United FC. Hier wurde er in der 85. Minute für Tewa Saengnako eingewechselt. Für Khon Kaen absolvierte er vier Zweitligaspiele. Ende 2020 wurde sein Vertrag nicht verlängert. Anfang 2021 schloss er sich seinem ehemaligen Verein Muang Loei United an.